# Товарителен запис
Товарителният запис (в търговското право), повече известен в транспорта като товарителница, е ценна книга, издавана въз основа на сключен договор за превоз на товари.
Този товароразпоредителен документ се издава от превозвача по искане на товародателя и обединява едностранно задължение от страна на превозвача да предаде товара на титуляра на товарителния запис, т.е той материализира правото за получаване на стока или товар.
Често на гърба на документа са изписани условия на договора за превоз. В редица държави има нормативни актове със задължителни правила за формата и съдържанието на документа.
Съгласно чл. 371 от Търговския закон на България товарителният запис може да бъде поименен, на заповед или на приносител, което определя начините на неговото прехвърляне — цесия, джиро или просто предаване.
С наименованието товарителница документът в България се използва в сухопътния транспорт. С уточнение за вида транспорт се среща:
- във въздушния транспорт – като въздушна товарителница или авиотоварителница;
- във водния транспорт – като морска товарителница или коносамент.